# Hanbok
Hanbok (Hàn Quốc, âm Hán Việt: 韓服 Hàn phục) hay Chosŏn-ot (CHDCND Triều Tiên, âm Hán Việt: 朝鮮옷 - Triều Tiên trang phục) là bộ trang phục truyền thống của những người dân thuộc hai quốc gia Hàn Quốc, Bắc Triều Tiên. Bộ trang phục này có màu sắc sặc sỡ rất đặc trưng, các đường kẻ đơn giản và không có túi. Dù tên gọi của nó là Hàn Phục, nhưng ngày nay từ hanbok thường chỉ đề cập đến trang phục bán chính thức hay chính thức theo phong cách Triều Tiên và được mặc trong các dịp lễ hội. Người Triều Tiên có truyền thống quần áo song song, trong đó các nhà cai trị và quý tộc đã áp dụng các phong cách ăn mặc bản địa khác nhau có ảnh hưởng từ nước ngoài trong khi đó người dân vẫn giữ được phong cách riêng của quần áo bản địa, ngày nay được gọi là hanbok.
Trong lịch sử Đông Á, Hanbok còn được coi là Hufu, nhưng trái với khái niệm Hán phục của Trung Quốc.

## Lịch sử

### Joseon trong thời kỳ Tam Quốc

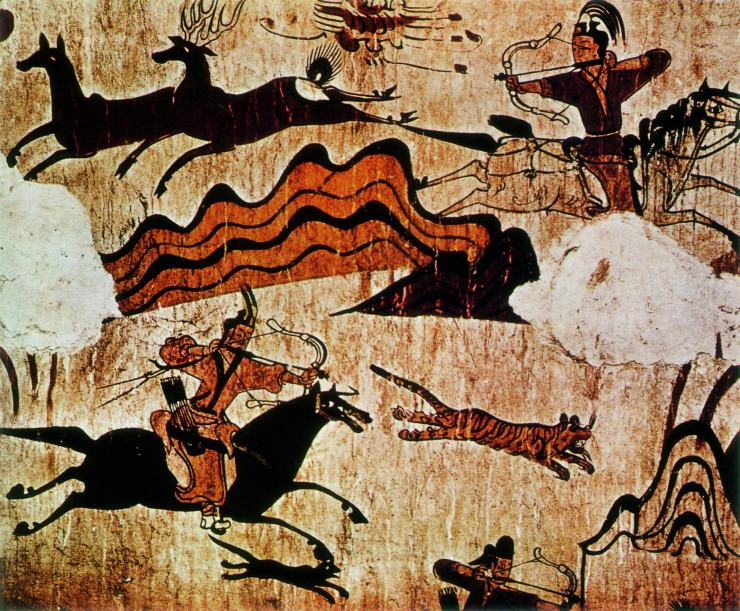
Mộ thời Cao Câu Ly

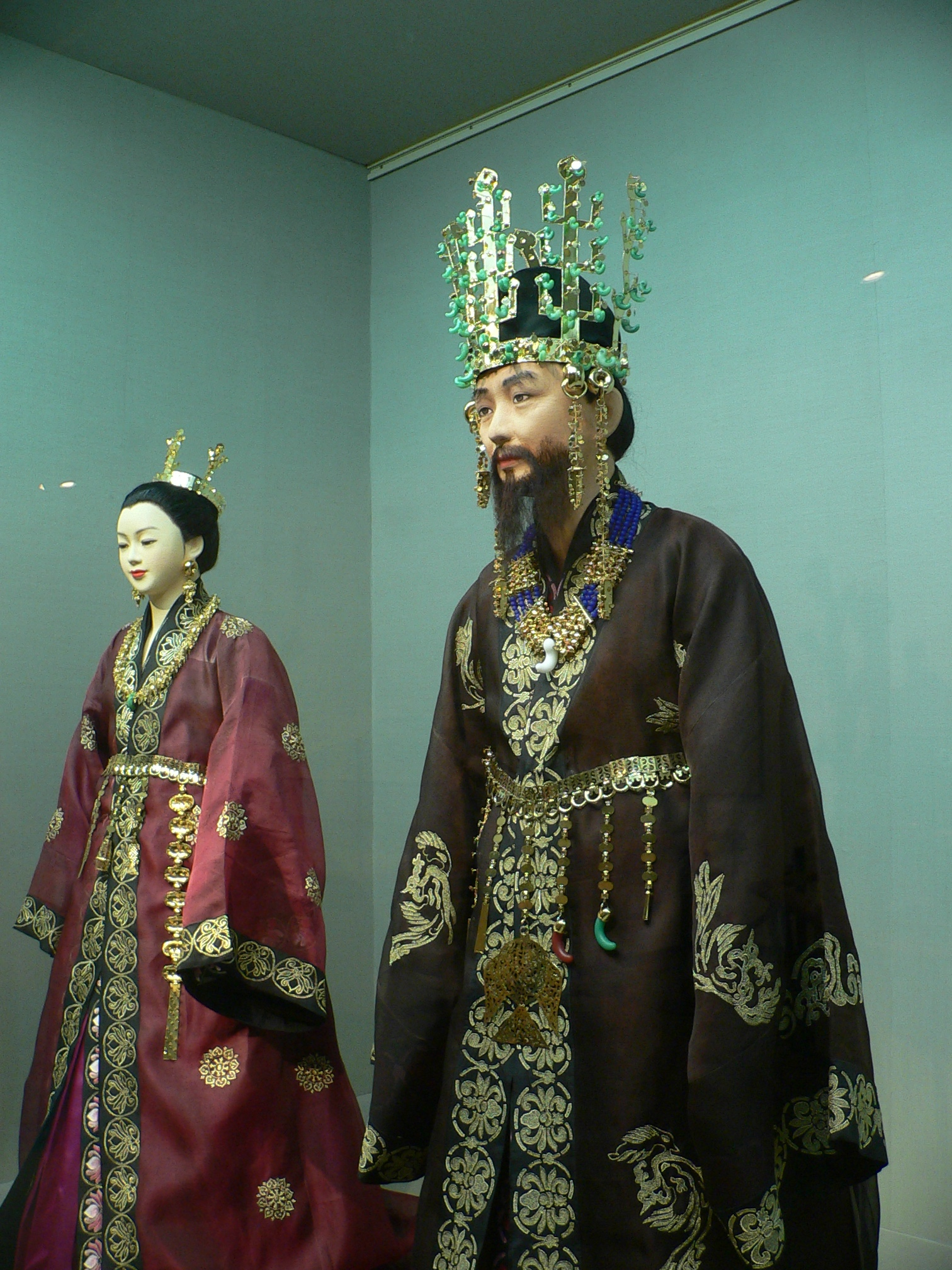
Vua Tân La và vương hậu

Một số phục sức cơ bản của Chosŏn-ot ngày nay như áo jeogori, quần baji và váy chima có lẽ đã được mặc từ rất lâu đời nhưng mãi đến thời Tam Quốc tại Triều Tiên (57 trước CN-668 CN) thì kiểu áo hai phần như ngày nay mới định hình. Người ta thấy trong những bức tranh cổ trong mộ Cao Câu Ly được trang trí với hình nam nữ đều mặc trung phục gồm có: quần bó, ngắn và áo ngang eo. Kiểu trang phục cổ xưa này đến nay hầu như vẫn không hề thay đổi.
Đến cuối thời Tam Quốc, những người phụ nữ quý tộc mới bắt đầu mặc áo khoác dài tới ngang hông (được thắt lại ở eo) và váy dài phủ kín chân, còn đàn ông quý tộc thì mặc quần rộng, bo lại ở mắt cá chân và áo chẽn có thắt lưng ở eo.
Cũng thời kỳ này, chiếc áo choàng bằng lụa Trung Quốc xuất hiện và chỉ dành cho Hoàng tộc và các quan lại. Đó cũng là nguồn gốc của Kwanbok tức "quan phục" - trang phục của các quan lại.

### Thời Cao Ly
Khi vua nhà Cao Ly (918–1392) ký một hiệp ước hòa bình với Đế quốc Mông Cổ, nhà vua cưới một vương hậu người Mông Cổ, các quan lại trong triều cũng ăn mặc theo trang phục người Mông Cổ. Từ đó, váy chima được mặc ngắn hơn, áo jeogori chỉ mặc tới eo và trên ngực có thắt một chiếc nơ (thay cho thắt lưng) còn ống tay áo được cắt lượn một đường cong rất nhẹ nhàng và thanh thoát.

### Thời Triều Tiên
Trong triều đại Triều Tiên, áo jeogori của phụ nữ được thiết kế chật hơn và ngắn hơn. Vào thế kỷ 16, áo jeogori rất rộng và dưới tận dưới eo, nhưng đến cuối triều vua của nhà Triều Tiên (thế kỷ 19), chiếc áo này còn được thiết kế ngắn lại tới mức nó không che được hết ngực. Từ đó người ta mặc thêm chiếc áo heoritti ở trong. Đến cuối thế kỷ 19, Hưng Tuyên Đại Viện Quân giới thiệu Magoja (mã quái, một loại áo theo kiểu Mãn Châu) đến với đất nước Triều Tiên và ngày nay nó vẫn thường được mặc với Chosŏn-ot.
Thời cuối thời kỳ của Vương triều nhà Triều Tiên, người dân Hàn Quốc mắc váy chima dài và áo jeogori ngắn, vừa vặn. Dưới lớp váy chima người ta phải mặc rất nhiều lớp váy lót khác như darisokgot, soksokgot, dansokgot và gojengi để váy phồng lên và trông đẹp hơn.
Trang phục Chosŏn-ot của tầng lớp thượng lưu được dệt từ cây gai hoặc một loại vải nhẹ, cao cấp. Người dân thường thì chỉ được phép mặc áo làm bằng chất liệu cotton đơn thuần. Giới thượng lưu được mặc quần áo nhiều màu sắc sặc sỡ, những màu sáng được dành cho trẻ em và các bé gái, còn màu dịu hơn thì dành cho những người trung niên. Luật còn quy định người dân thường chỉ được phép mặc quần áo màu trắng, nhưng trong những dịp đặc biệt họ được cho phép mặc các trang phục màu hồng nhạt, xanh lá cây nhạt, xám và màu than. Lịch sự hơn, khi đàn ông đi ra ngoài, họ mặc thêm một chiếc áo durumagi dài tới đầu gối.

## Các kiểu Hanbok
Trang phục Hanbok được phân loại thành các loại như trang phục mặc hàng ngày, lễ phục và trang phục đặc biệt. Lễ phục được các dịp lễ tết, sinh nhật, lễ cưới hoặc lễ tang. Các bộ Hanbok đặc biệt được dành cho vương tộc và các vị quan lại trong triều, có ảnh hưởng mạnh từ Hán phục thời nhà Minh  ở Trung Quốc.

## Cấu tạo
Jeogori là áo khoác ngoài loại áo dùng cho cả nam lẫn nữ gồm có:
- Gil: là phần lớn nhất của chiếc áo bao phủ phía trước và phía sau cơ thể.
- Git: là dải lụa trang trí cho cổ áo
- Dongjeong là phần cổ áo màu trắng có thể tháo rời đặt phía trên git
- Goreum: là sợi dây thắt lưng
- Jeokori của nữ giới có kketdong một loại cổ tay áo khác màu.

Chima là váy truyền thống
- Váy được may từ vải hình chữ nhật có nếp gấp, phần đai áo sẽ giúp váy quấn quanh cơ thể
- Baji là quần ống rộng truyền thống

Po là áo choàng ngoài dành cho nam giới từ thời Goryeo, Magoja không có git - một loại vải dùng để trang trí cho cổ áo và Goreum (dây buộc). Magoja được làm bằng lụa trang trí bằng 1 hoặc 2 nút thường được làm bằng hổ phách.

## Hình ảnh

### Triều Tiên phục dành cho vương tộc

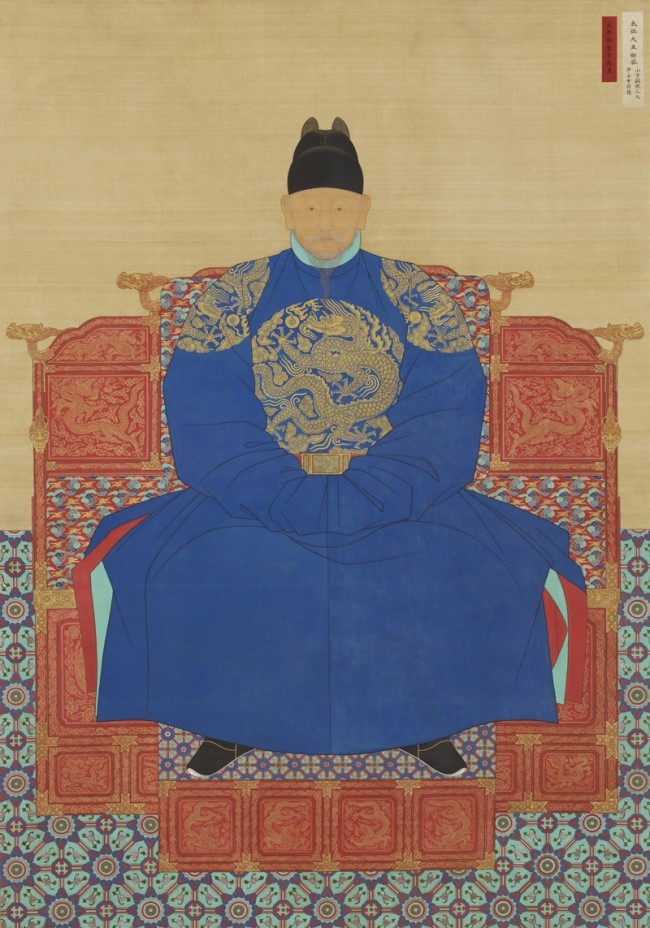
Cổn Long bào: trang phục thiết triều của Quốc vương
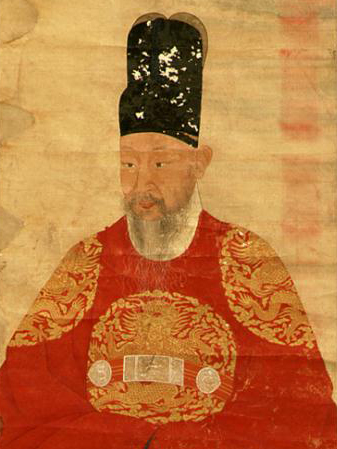
Vua Triều Tiên Anh Tổ trong bộ trang phục hàng ngày Hồng Long bào
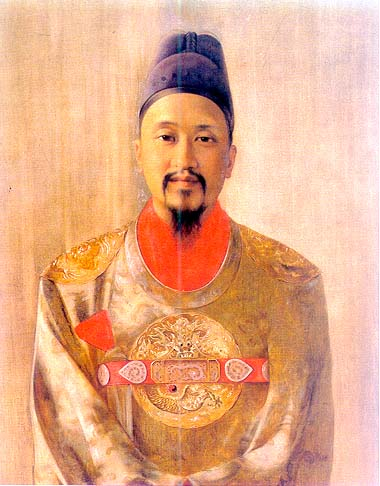
Hoàng Long bào: trang phục hàng ngày của vua từ thời vua Cao Tông
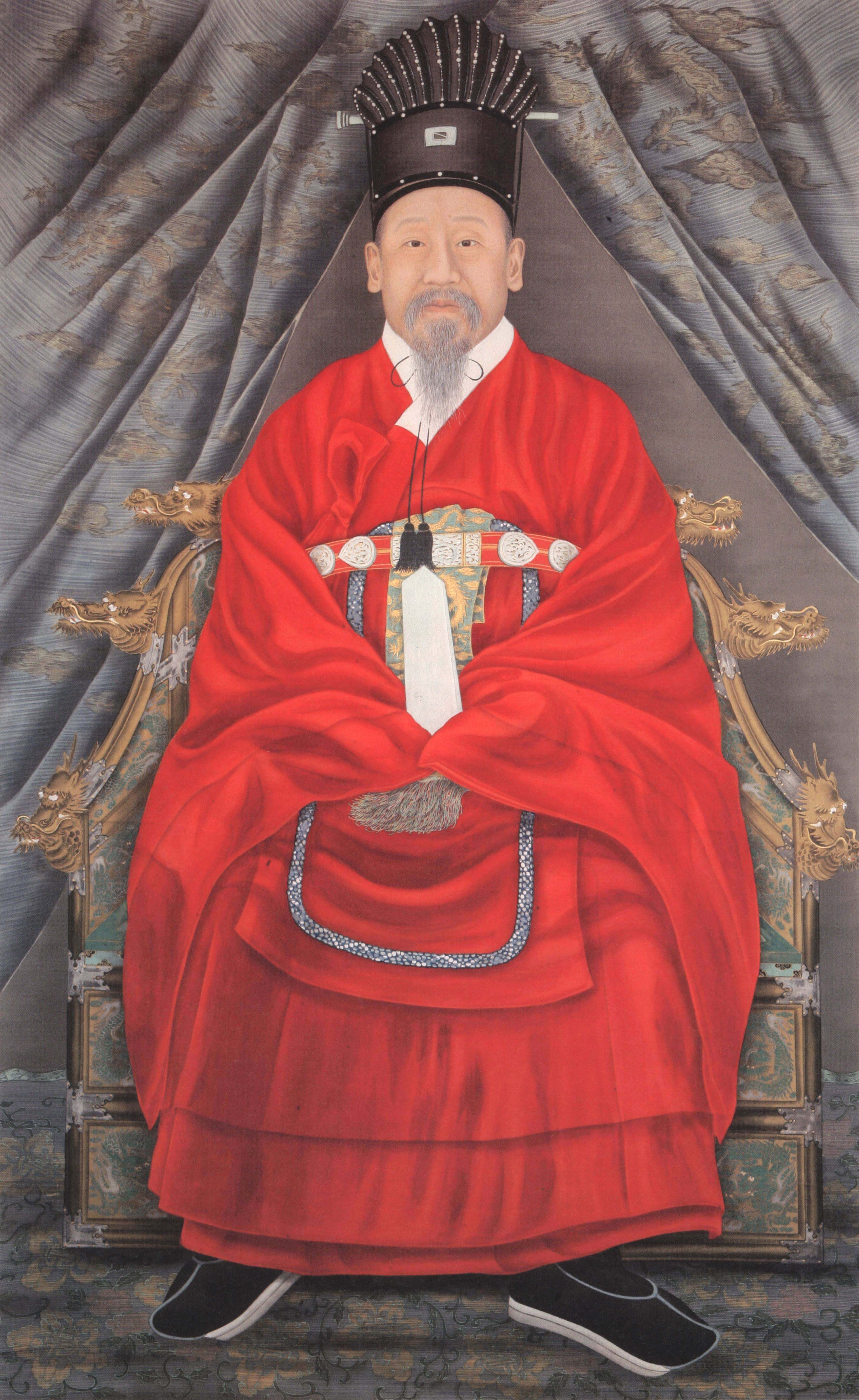
Mũ Quyển Vân và Giáng Sa bào
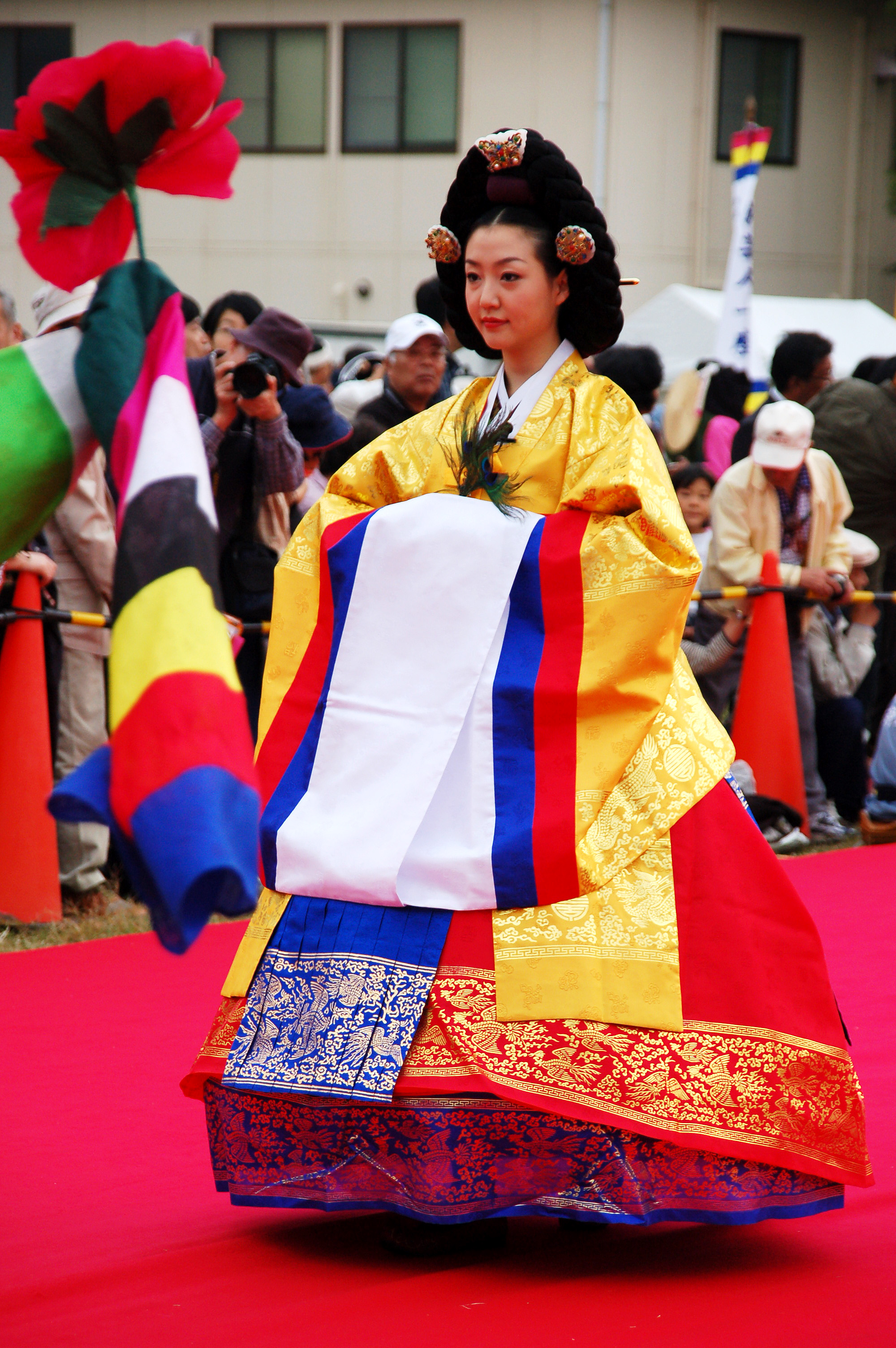
Hoàng viên sam: trang phục hàng ngày của vương hậu

### Quan phục
Quan phục (Chosŏn'gul:관복 hancha:官服), là trang phục thiết triều của các quan lại trong thời Tân La. Quan phục cũng có rất nhiều loại, chia theo địa vị và dịp mặc tới.

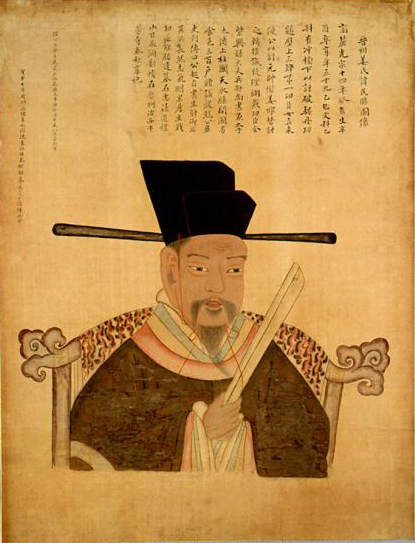
Quan phục thời Cao Ly thế kỷ 11
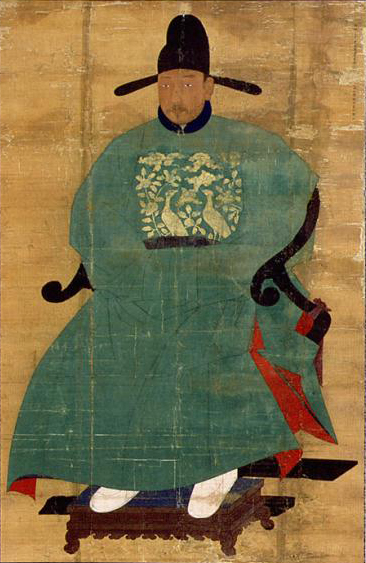
Quan phục thế kỷ 15
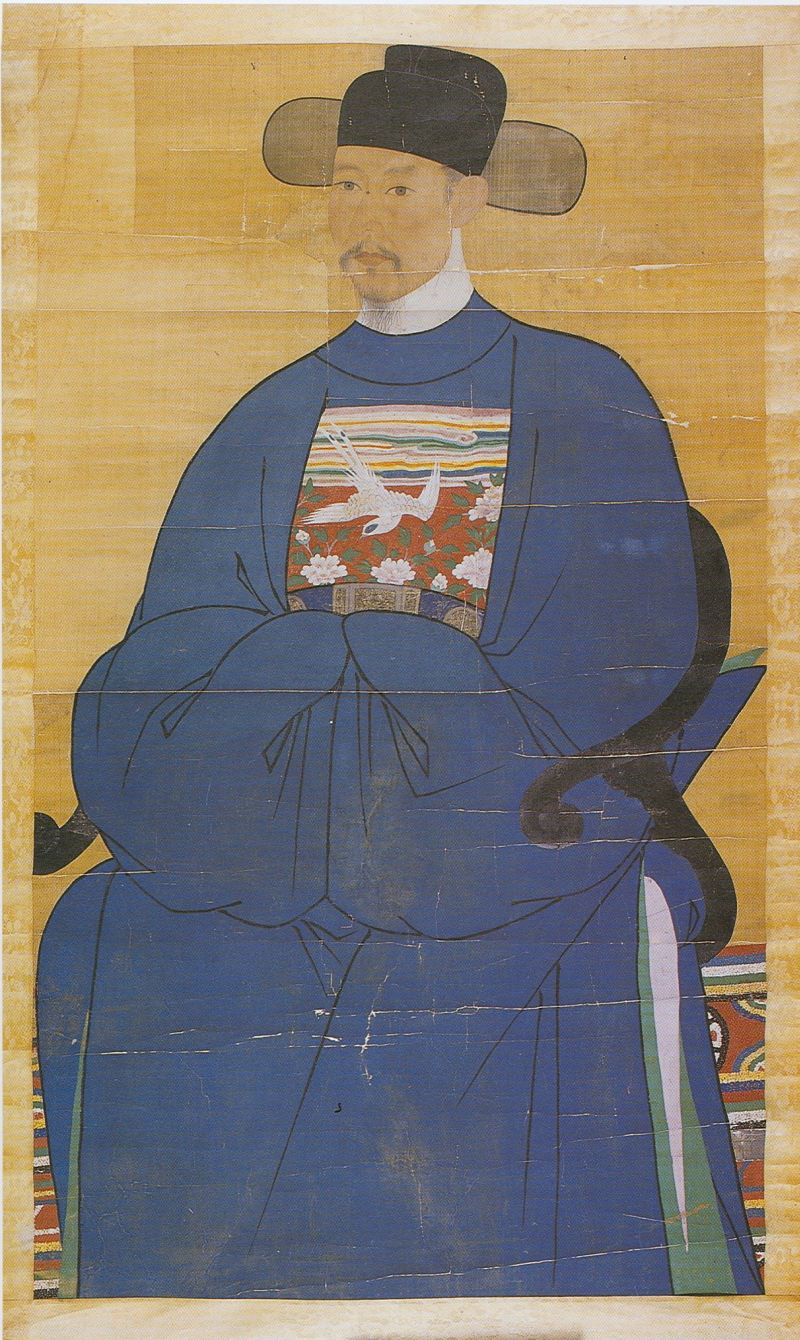
Quan phục thế kỷ 17
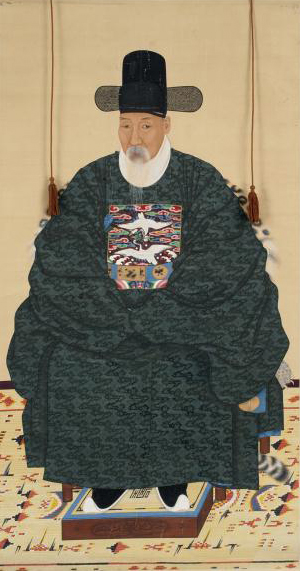
Hắc Đoàn lĩnh vào cuối thế kỷ 18
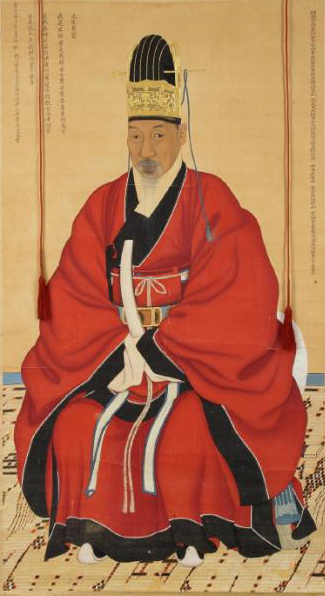
Triều phục Lương quan vào cuối thế kỷ 18
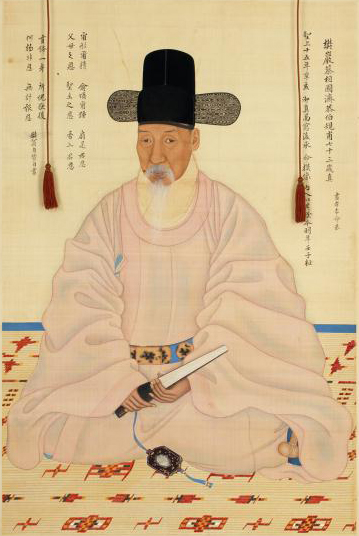
Sibok vào cuối thế kỷ 18

### Chosŏn-ot của đàn ông giới quý tộc

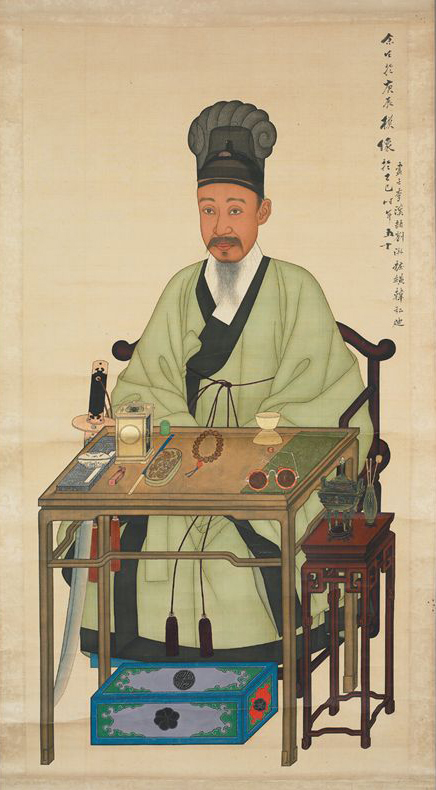
Ngọa Long quan và Hạc Xưởng y năm 1863.
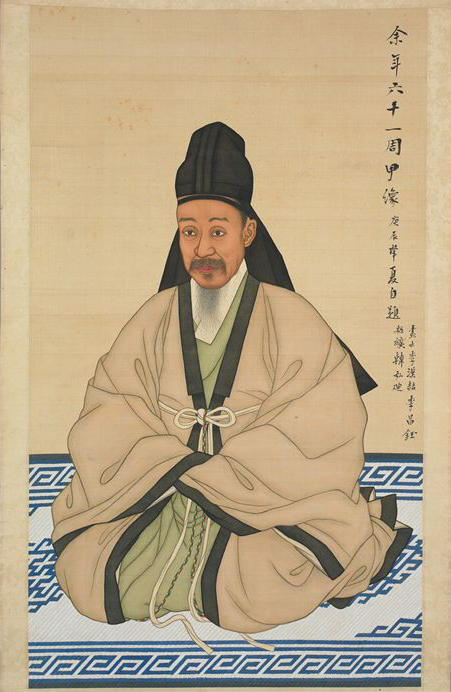
Phúc Kiến và Thâm y năm 1880.
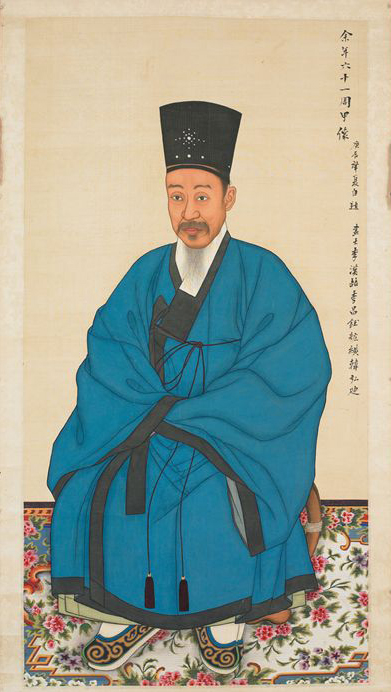
Phúc Kiến và Đạo bào năm 1880.
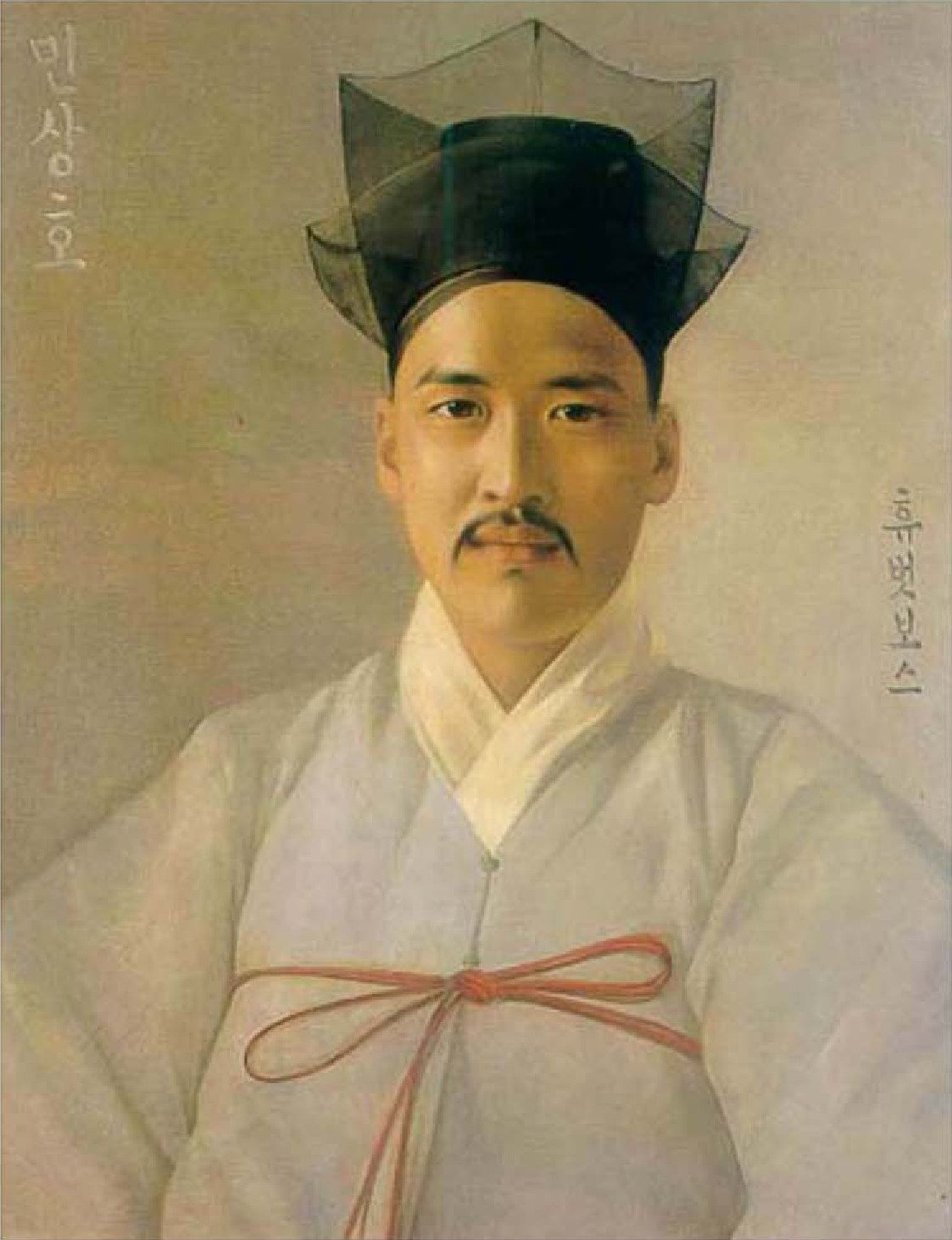
Min Sangho, 1899, tranh sơn dầu của Hubert Vos
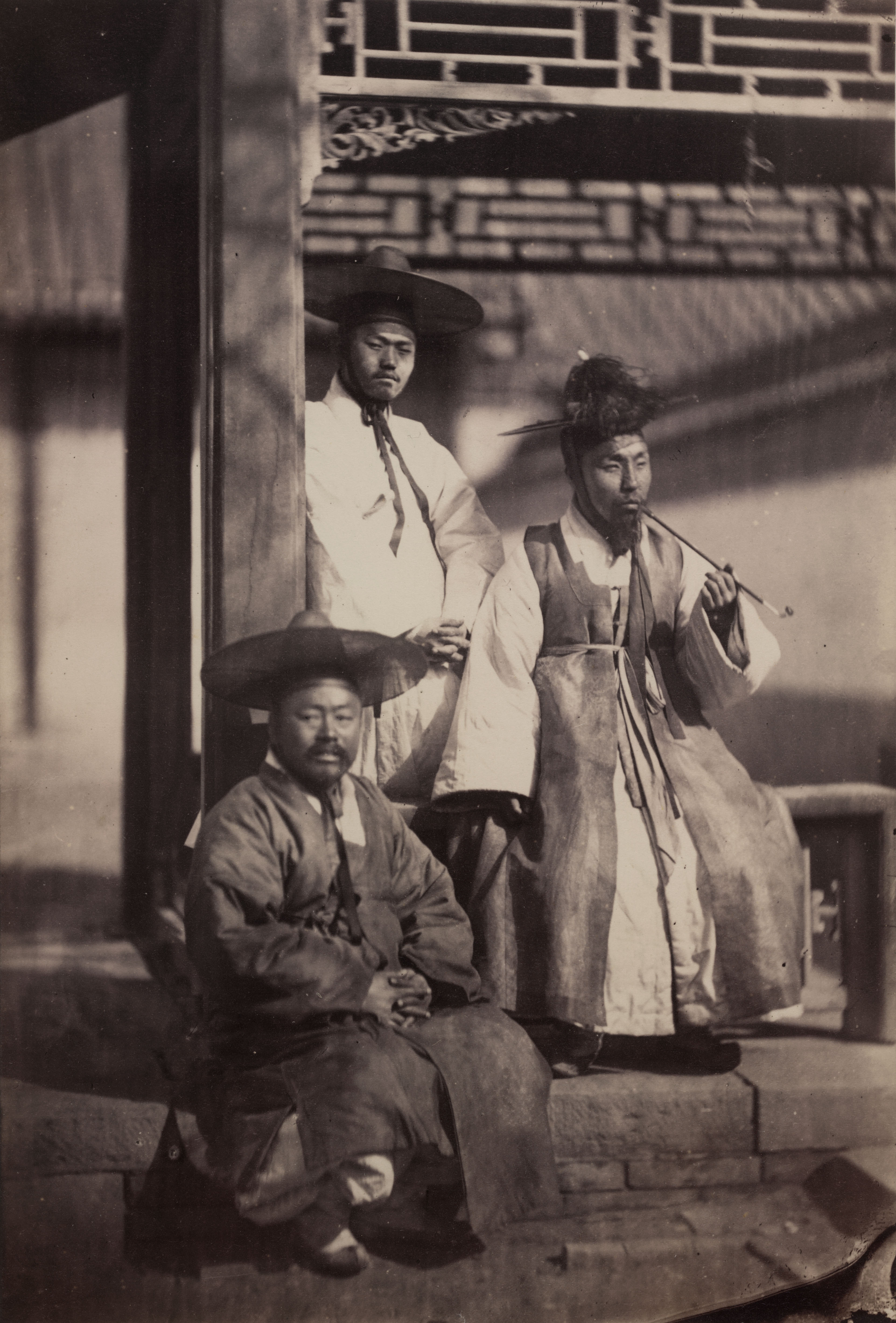
Ảnh năm 1863
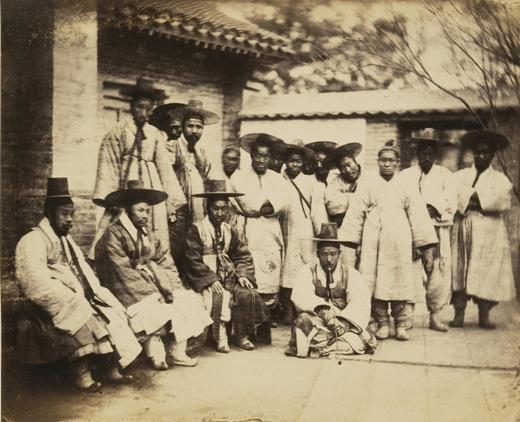
Ảnh năm 1863

### Chosŏn-ot của nữ giới

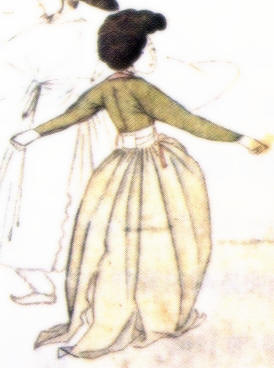
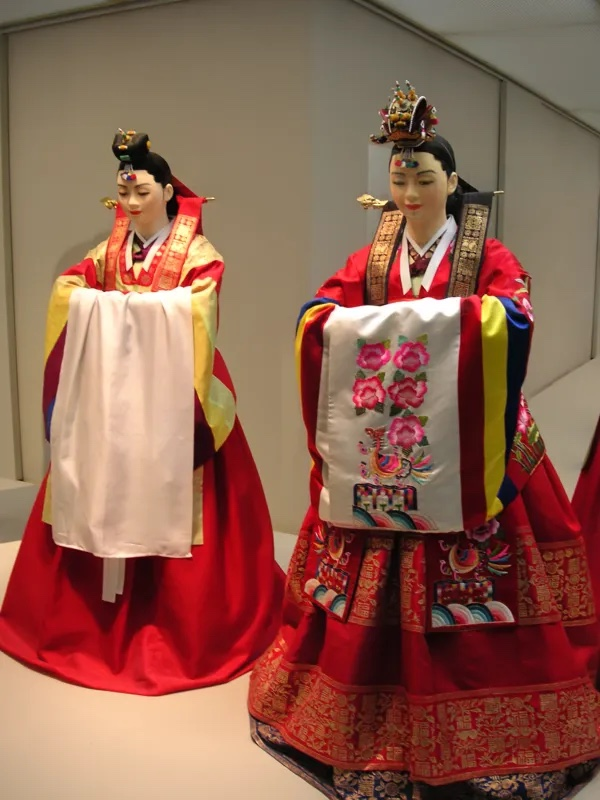
Hwarot (闊衣, khuy y) trang phục cưới của cô dâu